# Répáshuta
Répáshuta (slovaque : Répášska Huta) est un village et une commune du comitat de Borsod-Abaúj-Zemplén en Hongrie.

## Démographie
Le village est habité par une importante minorité slovaque.